# Fundação de Artes do Estado do Rio de Janeiro
Fundação Anita Mantuano de Artes do Estado do Rio de Janeiro, ou simplesmente Fundação de Artes do Estado do Rio de Janeiro (FUNARJ) é a entidade do Governo do Estado do Rio de Janeiro responsável pela promoção da cultura e possui o maior complexo de espaços culturais do estado. A FUNARJ é uma autarquia vinculada à Secretaria de Estado de Cultura do Rio de Janeiro.

## Casas de cultura
- Casa de Cultura Laura Alvim
- Casa Casimiro de Abreu
- Casa Euclides da Cunha
- Casa de Oliveira Vianna
- Gabinete de Leitura Guilherme Araújo

## Museus
- Museu Antônio Parreiras
- Museu Carmen Miranda
- Museu dos Esportes Mané Garrincha
- Museu de História e Artes do Estado do Rio de Janeiro (Museu do Ingá)
- Museu dos Teatros
- Museu do Primeiro Reinado

## Teatros
- Teatro Armando Gonzaga
- Teatro Arthur Azevedo (Rio de Janeiro)
- Teatro Casa de Cultura Laura Alvim
- Teatro Mário Lago
- Teatro Gláucio Gill
- Teatro João Caetano
- Teatro Villa-Lobos
  - Sala Arnaldo Niskier (faz parte do Teatro Villa-Lobos)
  - Sala Monteiro Lobato (faz parte do Teatro Villa-Lobos)

## Escolas
- Escola de Música Villa-Lobos
- Escola de Teatro Martins Penna (recentemente foi transferida à FAETEC)

## Salas de concerto
- Sala Cecília Meireles
- Auditório Guiomar Novaes

## Instituições culturais estaduais não vinculados a FUNARJ
Há uma série de espaços e órgãos culturais públicos estaduais que não pertencem à FUNARJ, mas diretamente vinculados à Secretaria de Estado de Cultura. São eles:
- Fundação Theatro Municipal do Rio de Janeiro
- Fundação Museu da Imagem e do Som
- Fundação Casa França-Brasil
- Superintendência Estadual de Bibliotecas
- INEPAC
- Conselho Estadual de Cultura
- Conselho Estadual de Arquivos